# Sendang (Tersono)
Sendang is een bestuurslaag in het regentschap Batang van de provincie Midden-Java, Indonesië. Sendang telt 1066 inwoners (volkstelling 2010).